# Chamaedorea
Chamaedorea és un gènere de plantes amb flor de la família de les arecàcies. Les espècies d'aquest gènere provenen de les zones tropicals i subtropicals del continent americà. Són de talla petita a mitjana, amb alçades entre 0,3 i 6 m. Són palmeres d'estípit únic o estoloníferes, sovint llis i de color verd. Algunes espècies són enfiladisses. Les fulles són pinnades i poc nombroses, formant una corona en algunes espècies.

## Llista d'espècies
N'hi ha uns dos centenars d'espècies; entre elles:
- Chamaedorea adscendens (Dammer) Burret
- Chamaedorea allenii L.H.Bailey
- Chamaedorea alternans H.Wendl.
- Chamaedorea amabilis H.Wendl. ex Dammer
- Chamaedorea anemophila Hodel
- Chamaedorea angustisecta Burret
- Chamaedorea arenbergiana H.Wendl.
- Chamaedorea atrovirens Mart.
- Chamaedorea benziei Hodel
- Chamaedorea binderi Hodel
- Chamaedorea brachyclada H.Wendl.
- Chamaedorea brachypoda Standl. & Steyerm.
- Chamaedorea carchensis Standl. & Steyerm.
- Chamaedorea castillo-montii Hodel
- Chamaedorea cataractarum Mart.
- Chamaedorea christinae Hodel
- Chamaedorea correae Hodel & N.W.Uhl
- Chamaedorea costaricana Oerst.
- Chamaedorea crucensis Hodel
- Chamaedorea dammeriana Burret
- Chamaedorea deckeriana (Klotzsch) Hemsl.
- Chamaedorea deneversiana Grayum & Hodel
- Chamaedorea elatior Mart.
- Chamaedorea elegans Mart.
- Chamaedorea ernesti-augusti H.Wendl.
- Chamaedorea falcifera H.E.Moore
- Chamaedorea foveata Hodel
- Chamaedorea fractiflexa Hodel & Cast.Mont
- Chamaedorea fragrans Mart.
- Chamaedorea frondosa Hodel, Cast.Mont & Zúñiga
- Chamaedorea geonomiformis H.Wendl.
- Chamaedorea glaucifolia H.Wendl.
- Chamaedorea graminifolia H.Wendl.
- Chamaedorea guntheriana Hodel & N.W.Uhl
- Chamaedorea hodelii Grayum
- Chamaedorea hooperiana Hodel
- Chamaedorea ibarrae Hodel
- Chamaedorea incrustata Hodel, G.Herrera & Casc.Mont
- Chamaedorea keelerorum Hodel & Cast.Mont
- Chamaedorea klotzschiana H.Wendl.
- Chamaedorea latisecta (H.E.Moore) A.H.Gentry
- Chamaedorea lehmannii Burret
- Chamaedorea liebmannii Mart.
- Chamaedorea linearis (Ruiz & Pav.) Mart.
- Chamaedorea lucidifrons L.H.Bailey
- Chamaedorea macrospadix Oerst.
- Chamaedorea matae Hodel
- Chamaedorea metallica O.F.Cook ex H.E.Moore
- Chamaedorea microphylla H.Wendl.
- Chamaedorea microspadix Burret
- Chamaedorea moliniana Hodel, Cast.Mont & Zúñiga
- Chamaedorea murriensis Galeano
- Chamaedorea nationsiana Hodel & Cast.Mont
- Chamaedorea neurochlamys Burret
- Chamaedorea nubium Standl. & Steyerm.
- Chamaedorea oblongata Mart.
- Chamaedorea oreophila Mart.
- Chamaedorea pachecoana Standl. & Steyerm.
- Chamaedorea palmeriana Hodel & N.W.Uhl
- Chamaedorea parvifolia Burret
- Chamaedorea parvisecta Burret
- Chamaedorea pauciflora Mart.
- Chamaedorea pedunculata Hodel & N.W.Uhl
- Chamaedorea pinnatifrons (Jacq.) Oerst.
- Chamaedorea piscifolia Hodel, G.Herrera & Casc.
- Chamaedorea pittieri L.H.Bailey
- Chamaedorea plumosa Hodel
- Chamaedorea pochutlensis Liebm.
- Chamaedorea ponderosa Hodel
- Chamaedorea pumila H.Wendl. ex Dammer
- Chamaedorea pygmaea H.Wendl.
- Chamaedorea queroana Hodel
- Chamaedorea radicalis Mart.
- Chamaedorea recurvata Hodel
- Chamaedorea rhizomatosa Hodel
- Chamaedorea ricardoi R.Bernal, Galeano & Hodel
- Chamaedorea rigida H.Wendl. ex Dammer
- Chamaedorea robertii Hodel & N.W.Uhl
- Chamaedorea rojasiana Standl. & Steyerm.
- Chamaedorea rosibeliae Hodel, G.Herrera & Casc.
- Chamaedorea rossteniorum Hodel, G.Herrera & Casc.
- Chamaedorea sartorii Liebm.
- Chamaedorea scheryi L.H.Bailey
- Chamaedorea schiedeana Mart.
- Chamaedorea schippii Burret
- Chamaedorea seifrizii Burret
- Chamaedorea selvae Hodel
- Chamaedorea serpens Hodel
- Chamaedorea simplex Burret
- Chamaedorea skutchii Standl. & Steyerm.
- Chamaedorea smithii A.H.Gentry
- Chamaedorea stenocarpa Standl. & Steyerm.
- Chamaedorea stolonifera H.Wendl. ex Hook.f.
- Chamaedorea stricta Standl. & Steyerm.
- Chamaedorea subjectifolia Hodel
- Chamaedorea tenerrima Burret
- Chamaedorea tepejilote Liebm.
- Chamaedorea tuerckheimii (Dammer) Burret
- Chamaedorea undulatifolia Hodel & N.W.Uhl
- Chamaedorea verapazensis Hodel & Cast.Mont
- Chamaedorea verecunda Grayum & Hodel
- Chamaedorea volcanensis Hodel & Cast.Mont
- Chamaedorea vulgata Standl. & Steyerm.
- Chamaedorea warscewiczii H.Wendl.
- Chamaedorea whitelockiana Hodel & N.W.Uhl
- Chamaedorea woodsoniana L.H.Bailey
- Chamaedorea zamorae Hodel